# Viernes Negro (Panamá)
El Viernes Negro es un suceso ocurrido en Panamá, el 10 de julio de 1987, cuando el régimen militar que estaba al mando del General Manuel Antonio Noriega y del Presidente Eric Arturo Delvalle, junto con sus seguidores reprimieron con dureza una manifestación política convocada en Ciudad de Panamá, por la Cruzada Civilista Nacional que pedía el fin de la dictadura en el país.

## Antecedentes
Luego de las declaraciones del Coronel Roberto Díaz Herrera de 6 de junio de 1987 se indica lo siguiente
- Los detalles del fraude de las elecciones generales de 1984 se habían arreglado en su mansión con la participación de Magistrados del Tribunal Electoral de Panamá[4]

- Haber obligado la renuncia del Presidente Nicolás Ardito Barletta.[5]

- Su mansión había sido comprada con dinero obtenido por la venta de visas a cubanos por oficiales del Gobierno panameño.[5]

- Acusó al Gen. Noriega como el instigador de la muerte del Dr. Hugo Spadafora.[5]

- El Shah de Irán, le dio al Gen. Omar Torrijos $ 12 millones a cambio de asilo, dinero que fue depositado en una cuenta cifrada en Suiza.[5]

- Beneficios económicos a altos funcionarios del gobierno por parte del Narcotráfico Internacional y del tráfico de armas.[6][7]

Aunque el Coronel Roberto Díaz Herrera, dio más declaraciones en los días siguientes involucrando más al régimen de la corrupción generalizada , y en un momento de pánico se retractó, pero estas fueron las detonante para iniciar una insurrección civil de la sociedad panameña contra el Régimen Militar, en forma de protesta, cierre de calles, barricadas y en algunos casos destrucción de bienes estatales. 
La sociedad civil panameña se organiza en la Cruzada Civilista para lucha contra el Régimen.

## 10 de julio de 1987
La Cruzada organizó una manifestación, La Gran Cruzada Blanca, en la Iglesia del Carmen , ubicada en Vía España, en Ciudad de Panamá, las fuerzas aliadas al gobierno militar organizaron un acto político contra esta manifestación el día 9 de julio, pero el Presidente Eric Arturo Delvalle ordenó la prohibición de ambas marchas, pero haciendo caso omiso la Cruzada Civilista Nacional esta organizó dicho evento, pero las Fuerzas de Defensa de Panamá, específicamente, las fuerzas anti-motines llamadas Dobermans junto con otros estamentos de esta institución armada y elementos civiles simpatizantes al gobierno arremetieron contra los miles de manifestantes, efectuando arrestos masivos y sometiéndolos en una intensa represión, violaciones y vejaciones de todo tipo contra los opositores y la ciudadanía panameña en general.

## Consecuencias
La consecuencia de este hecho fue que se tuvo que decretar una suspensión de las garantías constitucionales, el gobierno provocó un apagón general y decretó toque de queda pero las protestas continuaron y provocaron una radicalización de la oposición que pedía el fin de la Dictadura Militar, la salida del poder del general Noriega y el regreso de la Democracia.
Los opositores de la Dictadura Militar bautizaron este día como Viernes Negro.